# Vorgeschichte des Zweiten Weltkrieges im Pazifikraum
Zur Vorgeschichte des Zweiten Weltkrieges im Pazifikraum gehören die Machtkonstellationen und die internationale Politik ab dem Beginn der japanischen Taishō-Zeit 1912 bis zum japanischen Angriff auf Pearl Harbor und der anschließenden Kriegserklärung Japans an die USA und Großbritannien am 7. bzw. 8. Dezember 1941. Dieser Zeitraum ist geprägt durch einen innenpolitischen Wandel in Japan, der zu militaristischen Plänen für eine Ausweitung des japanischen Kaiserreichs nach China und Südostasien führte. Durch die japanischen Expansionsbestrebungen kam es zunächst zur Gründung von Mandschukuo. Sie führten ab 1937 nach dem Mukden-Zwischenfall auch zum Ausbruch des Zweiten Japanisch-Chinesischen Kriegs, dem Beginn des Pazifikkriegs. Die von den USA seit Beginn des 20. Jahrhunderts betriebene Politik der offenen Tür im Handel mit China wurde nach der japanischen Inbesitznahme der Mandschurei und der Gründung Mandschukuos formal aufgegeben. Nach dem Beginn des Kriegs mit China war die Beziehung der USA gegenüber Japan überwiegend von Misstrauen und Rivalität gekennzeichnet. Sanktionen der USA wie das Schrottembargo, Zwischenfälle wie der Panay-Vorfall, die japanischen Kriegsverbrechen wie das Nanking-Massaker und schließlich Japans Beitritt zu den Achsenmächten am 27. September 1940 (Dreimächtepakt) verstärkten auf beiden Seiten die Erwartung einer direkten militärischen Konfrontation.

## Koloniale und imperiale Hintergründe

Koloniale Besitzungen im asiatisch-pazifischen Raum am Vorabend des Zweiten Weltkriegs

Anfang des 20. Jahrhunderts stand der Großteil Ostasiens und des Südpazifiks unter der Herrschaft europäischer und amerikanischer Kolonialmächte. Indochina gehörte zu Frankreich, die Philippinen zu den USA, Ostindien den Niederlanden, sowie das heutige Malaysia zu Großbritannien. Korea und Taiwan waren japanische Kolonien. Nach dem Ersten Weltkrieg fielen auf Grundlage des Versailler Vertrages das Pachtgebiet Kiautschou sowie die ehemals deutschen Inselgruppen der Palauinseln, Karolinen, Marshallinseln und die Nördlichen Marianen an Japan (Japanisches Südseemandat).

### Europäische und amerikanische Kolonien

#### Südostasiatische Kolonien der Niederländer, Briten und Franzosen
Große Teile Südostasiens standen seit Beginn des 18. Jahrhunderts unter der kolonialen Herrschaft europäischer Staaten. Die Länder waren reich an Rohstoffen wie Erdöl, Kohle, Bauxit, Zinn, Naturkautschuk und mehr.
Das heutige Indonesien stand unter niederländischer Herrschaft, die Kolonie hieß Niederländisch-Indien. Hierzu gehörten, neben vielen kleineren Inseln, vor allem Sumatra, Java, Lombok, Sumbawa, Sumba, Flores, Westtimor, der südliche Teil Borneos, Celebes, der Westteil von Neuguinea sowie die Molukken. Als Kolonialtruppen waren auf den Inseln rund 85.000 Soldaten der KNIL stationiert. Osttimor war eine portugiesische Kolonie.
Britische Kolonien waren Britisch-Indien, Brunei, Sabah, Sarawak, die Föderierten und Unförderierten Malaiischen Staaten sowie Singapur. Britisch-Indien umfasste die heutigen Nationen Indien, Pakistan, Bangladesch und Myanmar (damals Burma).
Französisch-Indochina, auf dem Gebiet des heutigen Laos, Kambodscha und Vietnam war besonders interessant hinsichtlich seiner strategischen Lage angrenzend an China, mit dem sich Japan seit 1937 im Krieg befand.

#### Kolonien der Vereinigten Staaten
Nachdem sich die politische Lage innerhalb der Vereinigten Staaten nach Beendigung des Sezessionskriegs beruhigt hatte, begannen sie sich auf außenpolitischem Feld für den Erwerb eigener Kolonien zu interessieren. Erstmals nahmen sie an diesbezüglichen internationalen Konferenzen teil, wie 1880 an der Marokkokonferenz in Madrid und 1884/85 an der Kongokonferenz, die in Berlin stattfand.
Seit 1898 gehörten die ehemaligen spanischen Kolonien der Philippinen und die Pazifik-Insel Guam als Kolonie den Vereinigten Staaten. Dies wurde im Pariser Frieden nach Ende des Spanisch-Amerikanischen Krieges festgelegt und mündete in der Folge in den Philippinisch-Amerikanischen Krieg, der 1902 durch die USA offiziell für beendet erklärt wurde.
Auf der Berliner Samoa-Konferenz von 1898 konnten die langjährigen Machtkämpfe zwischen dem Deutschen Reich auf der einen Seite sowie Großbritannien und den Vereinigten Staaten auf der anderen um die Samoainseln zunächst beigelegt werden. Die Inseln kamen unter das gemeinsame Protektorat aller drei Staaten.
Die Marianen wurden im Jahr 1899 zwischen dem Deutschen Reich und den USA aufgeteilt. Den südlichen Teil erhielten die USA. Im selben Jahr wurde der Streit zwischen Großbritannien, den USA und dem Deutschen Reich um Samoa endgültig beigelegt. Die USA erhielten die südlichen Inseln, die fortan unter der Bezeichnung Amerikanisch-Samoa ein Außengebiet der Vereinigten Staaten wurden. Auch Wake wurde 1899 von den USA in Besitz genommen.
Zum Schutz ihrer neuen kolonialen Gebiete bauten die USA eine Flotte auf, was im Pazifikraum 1907 zur Zusammenlegung des asiatischen und des pazifischen Geschwaders zur US-Pazifikflotte führte. Bereits 1894 hatten die USA einen Flottenstützpunkt auf Hawaii eingerichtet. Als 1897 die Inseln annektiert werden sollten, kam es von Seiten Japans zu erheblichen Protesten, da die dortige Bevölkerung zu etwa 40 % aus eingewanderten Japanern bestand. Auch die taktische Lage Hawaiis spielte dabei eine Rolle. Zur Unterstreichung der eigenen Interessen entsandte das japanische Kaiserreich sogar ein Kriegsschiff nach Hawaii.

### Japanische Politik in der Zeit des Imperialismus

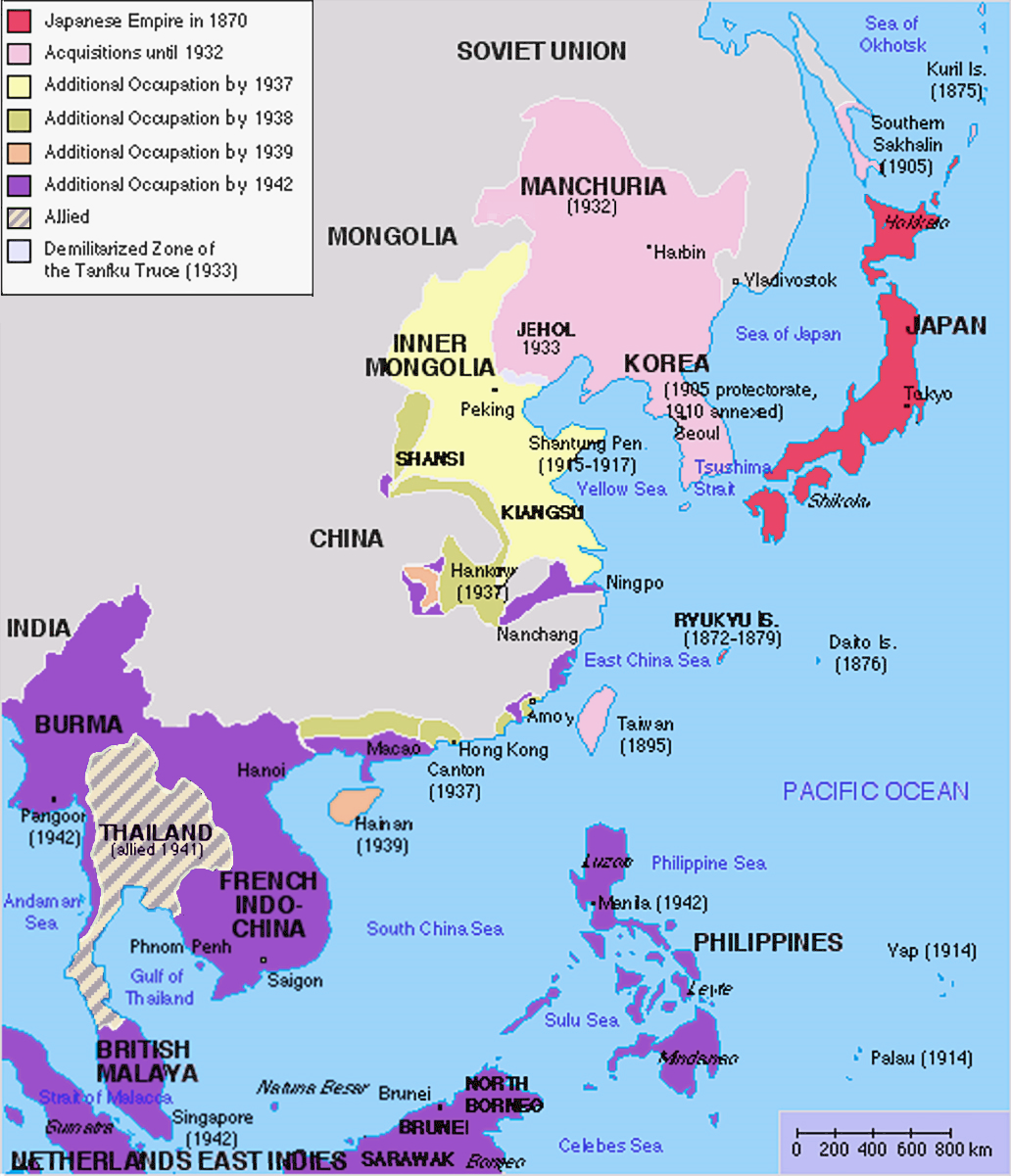
Japanische Kolonien von 1870 bis 1942

Von 1912 bis 1926 regierte mit dem Taishō-Tennō Yoshihito ein psychisch kranker Mann, der durch eine frühkindliche Hirnhautentzündung geistig geschwächt war. Dadurch bedingt verschob sich die Macht vom Tennō und seinen Vertrauten, den Genrō, auf das Parlament und die im Abgeordnetenhaus neu gegründeten Parteien, wie der Rikken Kokumintō, der Rikken Seiyūkai oder die Rikken Dōshikai. Diese Zeit wird als Taishō-Demokratie bezeichnet. 1916 formierte sich dann die Kenseikai aus der Rikken Dōshikai, Chuseikai und der Koyu Kurabu. Der Einfluss der Industrie auf die Politik begann zuzunehmen, wie beispielsweise die Kenseikai durch verwandtschaftliche Bindungen ihres Vorsitzenden Katō Takaaki von Mitsubishi unterstützt wurde.

#### Japan im Ersten Weltkrieg
Bedingt durch ein Allianzabkommen mit Großbritannien, das 1902 abgeschlossen worden war, trat Japan am 23. August 1914 mit einer Kriegserklärung an das Deutsche Reich an der Seite der Entente-Mächte in den Ersten Weltkrieg (第一次世界大戦, Daiichiji Sekai Taisen) ein. Eine wichtige Rolle fiel dabei der Kaiserlich Japanischen Marine zu. Sie kontrollierte die Seefahrtsstraßen im Südpazifik und dem Indischen Ozean. Auf politischer Ebene konnte Japan seinen Einfluss in China deutlich stärken und versuchte hinsichtlich des Kriegsendes einen höheren geopolitischen Stellenwert unter den Völkern zu erreichen.
Am 2. September 1914 landeten japanische Einheiten in der chinesischen Provinz Shandong und kesselten die deutsche Kolonie Tsingtao ein (→ Belagerung von Tsingtau). Weiterhin nahmen die Japaner ohne nennenswerten Widerstand die deutschen Besitzungen im Pazifik, die Marianen, die Karolinen und Marshallinseln ein. Die deutschen Kolonialstreitkräfte kapitulierten schließlich am 7. November 1914.
Neben den britischen Verbündeten ersuchten kurz nach Kriegsausbruch auch die Franzosen um japanische Unterstützung an der europäischen Front durch Entsendung von Soldaten. Frankreich, im Hinblick auf die sich schlecht entwickelnde Lage an der Ostfront, war sogar bereit, Indochina für ein Eingreifen der Japaner zu opfern. Doch ein Streit um überseeische Zollbestimmungen verhinderte eine japanische Truppenverlegung nach Frankreich.

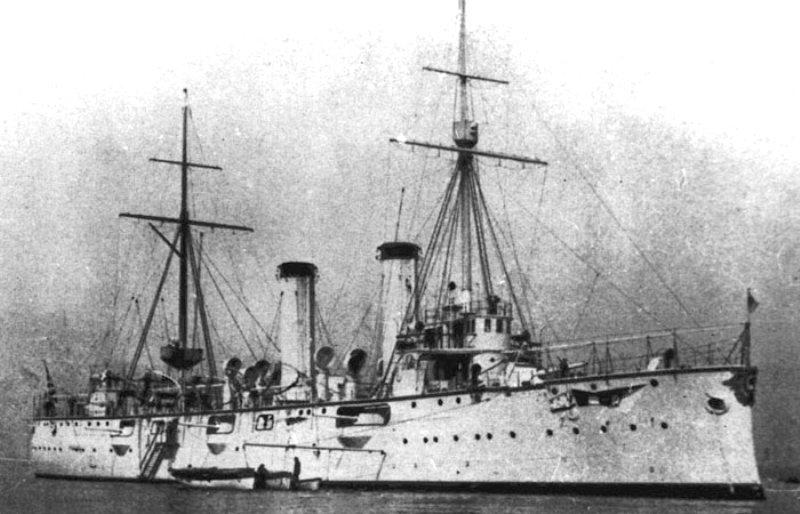
Die Akashi, das Flaggschiff von Konteradmiral Kōzō Satō

Während in Europa der Krieg tobte, überreichte Japan am 18. Januar 1915 China seine Einundzwanzig Forderungen. Die internationalen Reaktionen waren eher verhalten. Allein die USA erhoben Einwände gegen die Forderungen und versuchten vergeblich, Russland und Großbritannien zu einer gemeinsamen Intervention zu bewegen.
Die britische Admiralität ersuchte am 18. Dezember 1916 Japan um militärische Unterstützung im Mittelmeer. Japan entsandte Konteradmiral Kōzō Satō mit dem Kreuzer Akashi und acht Zerstörern, die am 13. April 1917 in Malta einliefen. Eine weitere Flotte mit einem Kreuzer, 14 Zerstörern und zwei Sloops folgte kurz darauf. Die Schiffe wurden hauptsächlich zum Geleitschutz britischer Truppentransporter und Frachtschiffe sowie zur Abwehr deutscher U-Boote eingesetzt.
Als die USA am 6. April 1917 in den Krieg eintraten, kämpften sie mit Japan auf derselben Seite, obwohl es zwischen ihnen Spannungen hinsichtlich der japanischen Einflussnahme in China und der Pazifikinseln gab. Dies führte am 2. November 1917 zum Lansing-Ishii-Abkommen zwischen beiden Staaten.

#### Zwischenkriegszeit
Hara Takashi, Vorsitzender der Rikken Seiyūkai, wurde im September 1918 zum ersten bürgerlichen Premierminister Japans ernannt. Da das Militär im Geheimen Staatsrat und im Militärsenat eine Stimmenmehrheit hatte, konnte er kaum seinen Einfluss gegenüber diesen geltend machen. Takashi starb im November 1921 bei einem Attentat.
Das Lansing-Ishii-Abkommen zwischen Japan und den USA wurde im April 1923 aufgekündigt und durch den Neun-Mächte-Vertrag ersetzt, der schon am 6. Februar 1922 auf der Washingtoner Flottenkonferenz geschlossen worden war. Am 17. August 1923 endete die Anglo-Japanische Allianz, was sich in den Grundzügen schon seit Mitte 1920 angekündigt hatte.

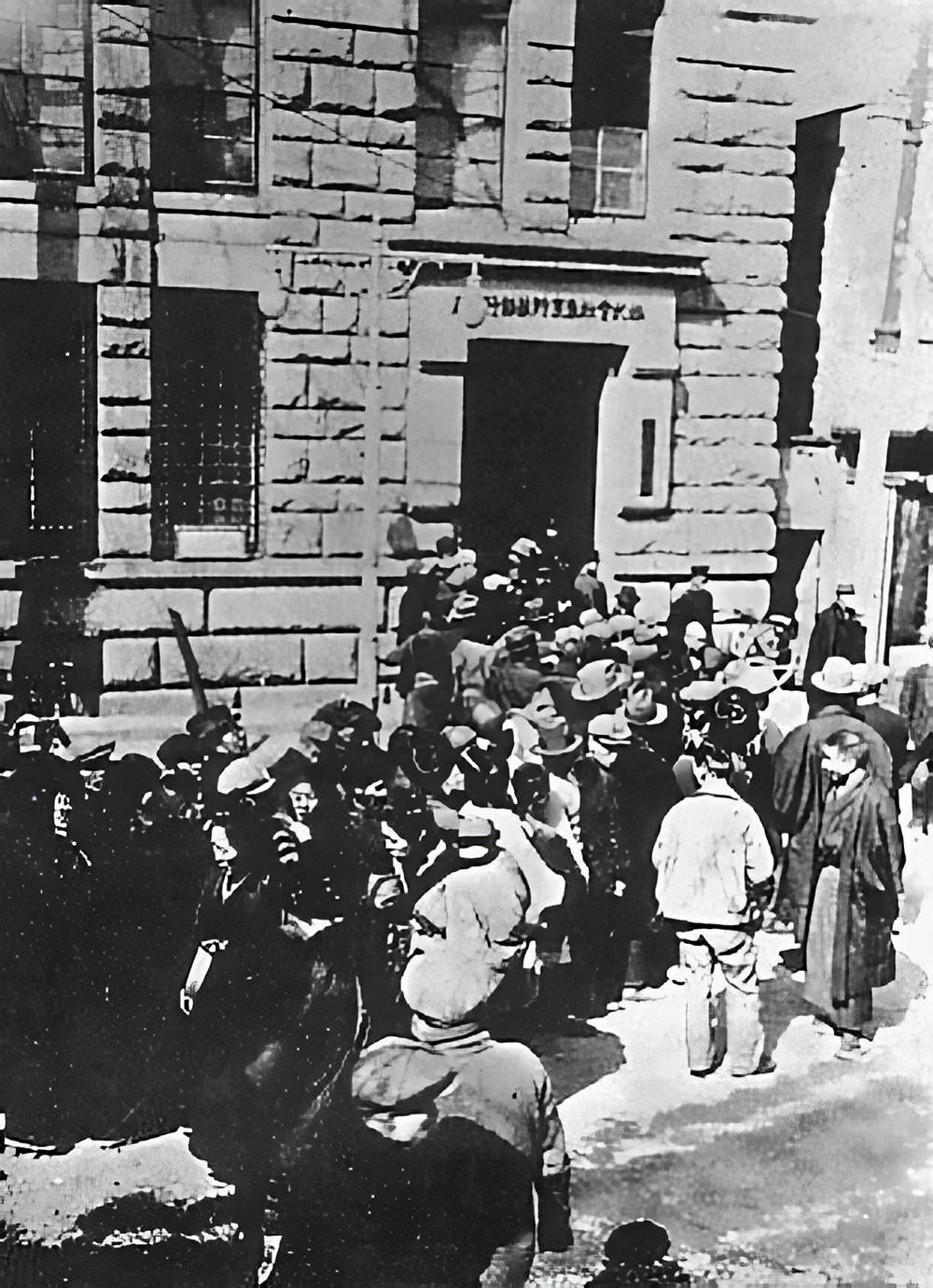
Ansturm auf eine japanische Bank während der Finanzkrise im März 1927

1926 begann mit Hirohitos Inthronisierung die Shōwa-Zeit. Er regierte ein Land, in dem seit dem Ende des Ersten Weltkrieges nationalistische Kräfte zunehmend an Einfluss gewannen. Mehrere Faktoren begünstigten deren Aufstieg. Im Besonderen zählten dazu das Große Kantō-Erdbeben vom 1. September 1923 und dessen finanzielle Abwicklung über sogenannte Erdbebenkatastrophen-Wechsel, deren Auszahlung in die japanische Bankenkrise von 1927, auch Shōwa-Finanzkrise (昭和金融恐慌, Shōwa Kin’yū Kyōkō), fiel und die Auswirkungen der Wirtschaftskrise ab 1929 in Japan. Infolgedessen schlossen in Japan 400 Banken ihre Tore, Aktienkurse fielen stark und rund zehn Prozent aller Spareinlagen gingen verloren. Da es nicht gelungen war, die weitreichenden Folgen befriedigend einzudämmen, trat die aktuelle Regierung unter Premierminister Wakatsuki Reijirō zurück und in Japan wurden verstärkt Stimmen laut, die stark an der Funktion der Marktwirtschaft zweifelten und eine territoriale Expansion als Lösung der Probleme sahen. Durch die erfolgte Umstrukturierung der Wirtschaft mit einer erstarkten Schwerindustrie traten auch einflussreiche Finanzgruppen (Zaibatsu) mit demselben Ziel hervor.
Mehrere Putschversuche, darunter der politisch folgenreiche Putschversuch vom 26. Februar 1936, und eine massive Sozialistenverfolgung führten in den 1930er-Jahren zum Aufstieg einer ultranationalen Gruppierung aus Militärs, die Kontrolle über die Regierung, einschließlich des Amts des Premierministers erlangten.

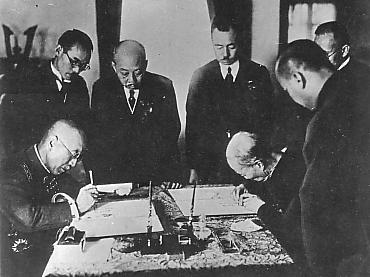
Unterzeichnung des Japan-Mandschukuo-Protokolls am 15. September 1932

Der aggressive Einsatz für eine Neuordnung der Pazifikregion hatte vorgeblich zum Ziel, die Hegemonie der asiatischen Länder und Kolonien durch westliche, europäische Staaten zu beenden und sie durch eine japanische zu ersetzen (→ Panasiatismus). Das Hauptinteresse der japanischen Expansion galt dem Gebiet der damaligen Republik China. Zum Schutz der Südmandschurischen Eisenbahn im chinesischen Guandong war es den Japanern erlaubt, dort Militär zu stationieren. Dies hatte ab 1907 die Kwantung-Armee übernommen. Sie provozierte eigenmächtig über die Jahre zahlreiche Zusammenstöße mit der chinesischen Armee. Darunter fiel auch die Sprengung einer Eisenbahnlinie der Südmandschurischen Eisenbahn am 18. September 1931. Dieser sogenannte Mukden-Zwischenfall wurde den chinesischen Truppen angelastet. Daraufhin besetzte die Kwantung-Armee ohne Ermächtigung durch die japanische Regierung den Nordosten Chinas und es kam zur Mandschurei-Krise. Dieses Ereignis zwang den amtierenden Premierminister Wakatsuki Reijirō im Dezember seine Amtsgeschäfte niederzulegen. Wakatsuki prangerte auch nach seinem Rückzug offen die Macht der Militärs an und warnte eindringlich vor einem Krieg mit den USA. Am 1. März 1932 wurde der Marionettenstaat Mandschukuo ausgerufen. Diese Okkupation wurde von Seiten der USA durch die Hoover-Stimson-Doktrin verurteilt und der Völkerbund protestierte, allerdings erfolglos. Jedoch weigerten sich fast alle Staaten den neu gegründeten Staat anzuerkennen.
Mitte 1937 brach der Zweite Japanisch-Chinesische Krieg aus und Japans Vormarsch durch China nach Süden begann. Als Japan seine Einflusssphäre weiter in Richtung Norden ausdehnen wollte, kam es 1938/1939 zum japanisch-sowjetischen Grenzkonflikt.
Im Jahr 1940 war der japanische Mehrparteienstaat tot, eine Zentralorganisation namens Taisei Yokusankai übernahm alle Funktionen. In einem Presseinterview am 1. August 1940 verkündete der japanische Außenminister Matsuoka Yōsuke den Aufbau der Großostasiatischen Wohlstandssphäre. Diese Wirtschafts- und Verteidigungsgemeinschaft asiatischer Länder unter japanischer Vorherrschaft sollte frei von westlichem Einfluss sein.
Am 22. September desselben Jahres pressten die Japaner von den Franzosen nach einem vorausgegangenen Ultimatum ein militärisches Übereinkommen ab. Dies beinhaltete die Nutzung dreier Flughäfen und den Transit eigener Truppen durch Indochina nach China. In einer Note an die Japaner missbilligten die USA dieses Vorgehen und lehnten es ab.
Am 27. September 1940 unterzeichnete Japan den Dreimächtepakt mit Deutschland und Italien, der den bestehenden Antikominternpakt um gegenseitige militärische Unterstützung erweiterte. Damit verwarf der japanische Kaiser seine noch am 5. September 1939 verkündete Neutralität und unterstrich seine aggressive Außenpolitik vor allem gegenüber China.

#### Japans Beziehungen zu Deutschland
Die Wurzeln der deutsch-japanischen Beziehungen gehen zurück bis ins 17. Jahrhundert (Edo-Zeit, von 1603 bis 1868). Namhafte deutsche Wissenschaftler und Ärzte, wie beispielsweise Philipp Franz von Siebold oder Engelbert Kaempfer waren im Dienst der Niederländischen Ostindien-Kompanie in Japan tätig. Durch sie verbreitete sich in Japan das westliche Wissen und die Europäer erfuhren im Gegenzug mehr über die japanische Kultur.
Die Beziehungen nahmen in den 1860er Jahren einen offiziellen Status an, nachdem die Abschließung Japans 1861 von der damaligen Schogunatsregierung aufgegeben worden war. Im selben Jahr wurde mit Preußen ein Freundschafts-, Handels- und Schifffahrtsvertrag abgeschlossen. Premierminister Itō Hirobumi nahm die Preußische Verfassung zum Vorbild für die erste moderne Verfassung Japans, die 1889 verkündet wurde.
Unter Jacob Meckel, der auf Einladung der japanischen Regierung zum Militärberater an die japanische Heereshochschule berufen wurde (→ o-yatoi gaikokujin – „ausländischer Berater“), konnte die Kaiserlich Japanische Armee zu einem für diese Zeit modernen Heer formiert werden.

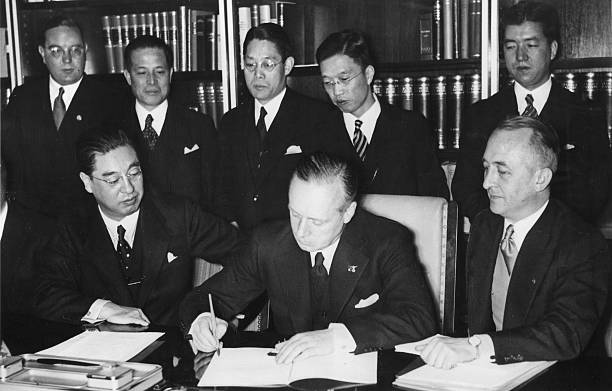
Mushanokōji Kintomo und Joachim von Ribbentrop unterzeichnen am 25. November 1936 den Antikominternpakt.

Obwohl die Beziehungen vor dem Ersten Weltkrieg durch die europäischen imperialistischen Machtansprüche im asiatischen Raum abkühlten und Japan aus machtpolitischen Erwägungen 1914 Deutschland den Krieg erklärte, wurden ab 1920 wieder neue Gespräche geführt und ein deutscher Botschafter entsandt. Besonders das japanische Militär war ab den 1930er Jahren an weitreichendem Austausch interessiert. Für die Nationalsozialisten, die enge Beziehungen zur Republik China unterhielten, stellte sich nach Ausbruch des Zweiten Japanisch-Chinesischen Kriegs eine engere Ankopplung an Japan als vorteilhafter heraus, im Besonderen, da Japan für die Sowjetunion im Osten eine Bedrohung darstellte. Die angestrebte politische Allianz nahm im November 1936 federführend unter dem deutschen Geopolitiker Karl Haushofer mit dem Antikominternpakt und im September 1940 mit dem Abschluss des Dreimächtepaktes Gestalt an. Die Treffen hochrangiger japanischer und deutscher Militärs fanden größtenteils im Hause Haushofers statt.

## Die Situation in China

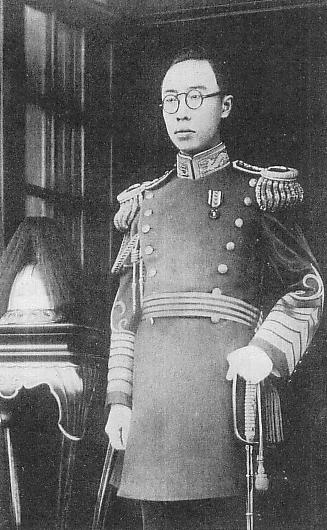
Pu Yi am Tag der Inthronisierung als Kaiser von Mandschukuo.

Nach dem Ersten Japanisch-Chinesischen Krieg von 1894/1895 hatte das Kaiserreich Japan Taiwan annektiert. Obwohl Japan nach dem Vertragsschluss von Shimonoseki gehofft hatte, in der Mandschurei erheblich an Einfluss zu gewinnen, setzte sich das Russische Reich durch und erhielt die Konzession für die Mandschurische Eisenbahn, sowie Port Arthur am Gelben Meer zur Pacht. Japan interessierte sich weiter intensiv für die rohstoffreiche Mandschurei. Dies stand jedoch russischen Interessen entgegen, und so kam es 1904 zum Russisch-Japanischen Krieg, den die Japaner für sich entscheiden konnten. Als Folge musste Russland die Mandschurei aufgeben. Japan baute die Südmandschurische Eisenbahn, die von der Kwantung-Armee beschützt wurde und Rohstoffe in Richtung Korea transportieren sollte. Korea wurde 1905 japanisches Protektorat und 1910 schließlich annektiert.
Als Lösung für die Wirtschaftskrise von 1929, die Japan schwer getroffen hatte, sahen viele Politiker und Militärs eine Intensivierung der kolonialen Bestrebungen. Dies richtete sich vor allem in Richtung Mandschurei. Nachdem dort im September 1931 eine Gruppe Verschwörer aus Kreisen der japanischen Armee durch einen inszenierten Sabotageakt auf die Südmandschurische Bahngesellschaft (dem sogenannten Mukden-Zwischenfall) das Eingreifen des Militärs provoziert hatte (→ Mandschurei-Krise), nahm die in Guangdong stationierte Truppe innerhalb eines halben Jahres nach und nach die gesamte Mandschurei gegen den vom chinesischen Bürgerkrieg geschwächten chinesischen Widerstand in Besitz, ohne dass eine Kriegserklärung vorlag. Die Verwaltung der Mandschurei fiel in japanische Hände und es kam zur Errichtung des Marionettenstaates Mandschukuo unter der „Führung“ Pu Yis, des letzten chinesischen Kaisers der Qing-Dynastie. Der Völkerbund verurteilte das japanische Vorgehen und forderte am 24. Oktober 1931 einen japanischen Truppenabzug sowie die Untersuchung der Vorfälle in der Mandschurei. Die japanische Armee und die Flotte unterstanden zwar theoretisch direkt dem Kaiser, hatten sich zu diesem Zeitpunkt aber bereits weitgehend der Kontrolle durch das Parlament und die Regierung entzogen und gingen in China auf eigene Faust vor. Durch die Erfolge konnte das Militär diese Politik im Nachhinein rechtfertigen und gewann so immer stärkeren Einfluss auf die japanische Politik.
Nachdem China ein Handelsboykott gegen Japan verhängt hatte und dies die antichinesische Stimmung in Japan weiter anheizte, genügte ein Zwischenfall in Shanghai, bei dem japanische Mönche misshandelt wurden und einer von ihnen später seinen Verletzungen erlag, um Japan am 29. Januar 1932 zu einem großangelegten Flächenbombardement gegen Shanghai zu veranlassen.
Im Mai 1933 schloss die chinesische Führung angesichts der inneren Instabilität einerseits (Bürgerkrieg zwischen Kuomintang und Kommunisten) und der offen ausgesprochenen Drohung eines japanischen Einmarschs in Peking andererseits, einen Waffenstillstand und erkannte darin die japanischen Ansprüche auf die Mandschurei an. Die Japaner setzten jedoch ihren Vormarsch fort. 1933 wurden die Provinzen Rehe und Chahar besetzt, 1935 musste China einer Pufferzone zwischen Mandschukuo und Peking zustimmen, in der die Japaner den aus kollaborierenden chinesischen Militärs bestehenden Autonomen Militärrat von Ost-Hopei (Hebei) einsetzten. 1936 wurden Teile der Inneren Mongolei besetzt.

### Ausbruch des Zweiten Japanisch-Chinesischen Krieges
Erst nachdem sich Ende 1936 die chinesischen Nationalisten und Kommunisten auf einen Waffenstillstand geeinigt hatten (→ Zwischenfall von Xi’an), bildete sich die zweite Einheitsfront gegen die Japaner.
Auslöser für den Zweiten Japanisch-Chinesischen Krieg, der den Beginn des Pazifikkriegs kennzeichnet, war am 7. Juli 1937 der Zwischenfall an der Marco-Polo-Brücke, bei dem sich japanische und chinesische Soldaten Feuergefechte lieferten. Mitte November hatten die Japaner Shanghai erobert und Mitte Dezember Nanjing (→ Massaker von Nanking).

### Aktivitäten der USA in China
Die USA blieben anfänglich neutral. Nach Berichten über japanische Kriegsverbrechen wie dem Massaker von Nanking und dem Panay-Vorfall schlug die Stimmung in der Öffentlichkeit jedoch um. So konnte die Regierung Amerikas ein Stahl- und Öl-Embargo über Japan verhängen und die nationalchinesische Fraktion militärisch u. a. mit den Flying Tigers unterstützen. Chennaults drei Geschwader amerikanischer Freiwilligenpiloten benutzten die Taktik der sogenannten „defensiven Verfolgung“, um die Burmastraße, Rangoon und andere strategische Punkte in Südostasien und Westchina gegen die japanischen Streitkräfte zu verteidigen. China hatte selber, wenn überhaupt, nur wenige moderne Flugzeuge.
Die Maßnahmen waren aus geopolitischen und wirtschaftlichen Gründen notwendig, da die USA keinesfalls die Vorherrschaft Japans in Asien dulden konnte. Eigene Interessen in China waren direkt, in den amerikanisch beherrschten Philippinen indirekt bedroht.

## Verteidigungs- und Angriffspläne

### USA

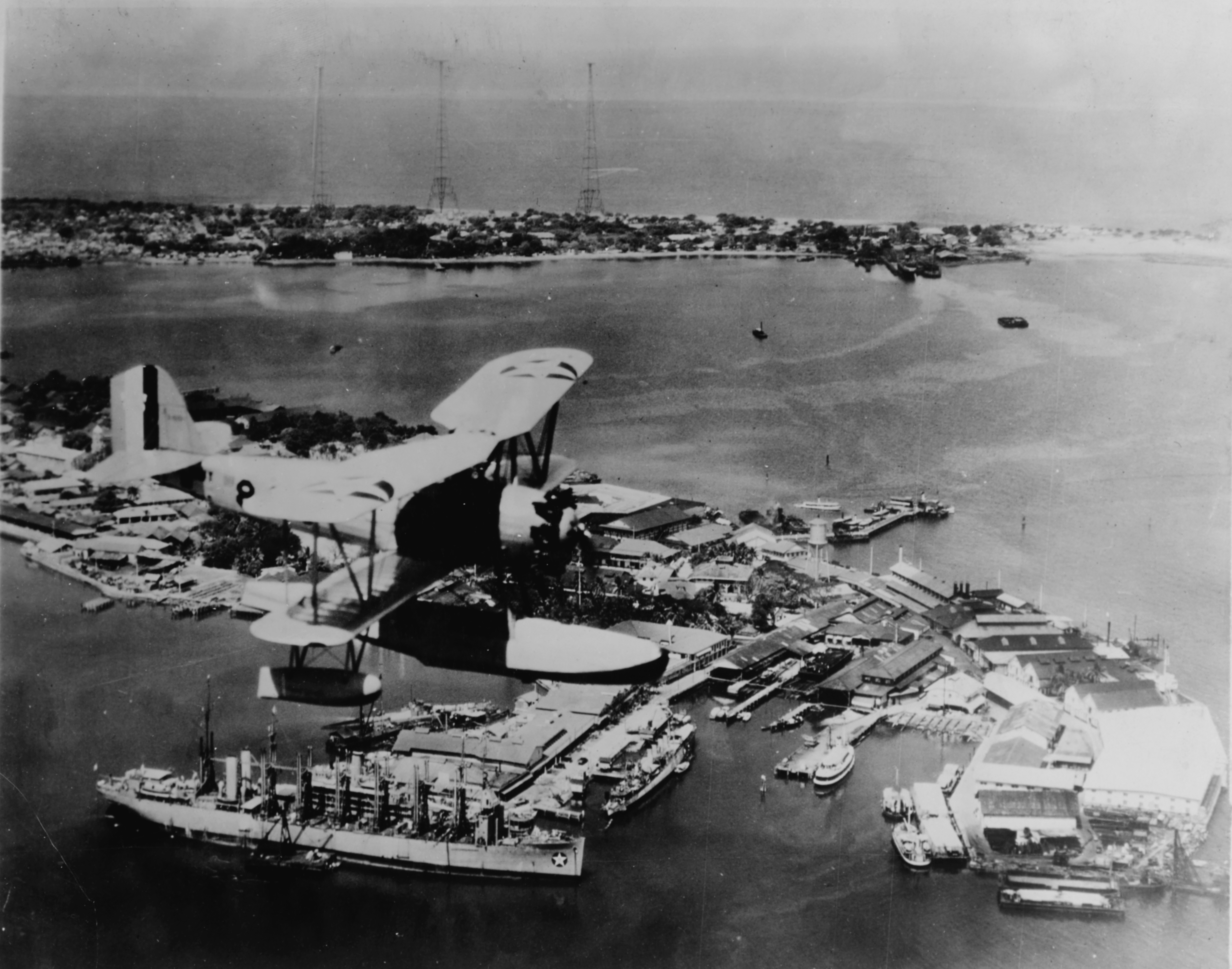
Der US-Marinestützpunkt Cavite südlich Manila, 1930

Schon 1913 entwarfen die USA Verteidigungspläne für den Fall, dass die unterschiedlichsten Mächte sie angreifen könnten. Diese Pläne bekamen Farben zugeordnet und der Plan für eine mögliche Konfrontation mit Japan erhielt den Namen War Plan Orange. Er sah in erster Linie die Verteidigung der Philippinen vor, die als primäres Ziel der Japaner angesehen wurden. Nach der Washingtoner Flottenkonferenz von 1922 und den sich weiter verändernden Machtverhältnissen im Pazifikraum kamen die Planer zum Schluss, dass eine Verteidigung der Philippinen und Guam illusorisch wäre, da die amerikanische Flotte den Westpazifik erst erreichen würde, nachdem Japan beide Ziele annektiert habe. Daher wurde beschlossen, die Pazifikflotte nach Manila zu verlegen und die Truppenstärke auf den Philippinen unter Einbeziehung der heimischen Bevölkerung zu erhöhen. So sah der Plan vor, etwa 50.000 amerikanische Soldaten unmittelbar nach einem Kriegsausbruch mit Japan auf den Philippinen zu stationieren. Der Orange-Plan ließ dabei aber außer Betracht, dass auch andere Staaten in einen Konflikt mit Japan verwickelt würden. Zwar entwickelten die Planer auch vorläufige Verteidigungspläne, in denen sie Staaten wie beispielsweise Großbritannien (Plan Red-Orange) einbezogen, doch schienen die Verteidigungsstrategien dafür zu kompliziert.
In der 1926 herausgegebenen Planrevision wurde erstmals Hawaii als Außenposten für Truppen und Nachschub spezifiziert. Eine direkte Truppenüberfahrt zu den Philippinen wurde ausgeschlossen, aber die vorsorgliche Einnahme der Karolinen-, Marshall- und Marianen-Inseln einkalkuliert, um dort Basen zu errichten.
1928 wurden die Planer angewiesen, den Verteidigungsplan Orange in den strategischen Angriffsplan Orange umzuarbeiten. Dies musste schlussendlich fallen gelassen werden, da die voraussichtliche japanische Truppenstärke die der zur Verfügung stehenden eigenen Kräfte um mehr als das Zehnfache überschritt.
Eine weitere Revision des Plans, angeregt Mitte der 1930er Jahre von General Douglas MacArthur, sah 1936 eine Stationierung von 10.000 US-Soldaten und den Aufbau einer philippinischen Armee unter MacArthur vor. Eine adäquate Ausstattung an modernen Waffen konnten die Planer angesichts der sich in anderen Teilen der Welt anbahnenden Lage nicht in den Plan einarbeiten.

### Japan

#### Invasionsplan für die Philippinen
Die Ausarbeitung eines Invasionsplans bezüglich der Philippinen begann schon um 1918 bei der japanischen Armee. Um 1923 nahm dieser dann eine konkrete Form an. So war vorgesehen als erstes die US-Marine in den Gewässern der Philippinen zerstören, ihre Stützpunkte in der Manilabucht und der Subic-Bucht zu blockieren und im Norden von Luzon Aparri einzunehmen. Manila selbst sollte mit der Stärke von anderthalb Divisionen erobert werden, nach Landungen im Golf von Lingayen und der Bucht von Lamon. Andere untersuchte Szenarien waren Landungen in der Gegend von Batangas an der Südwestküste, in der Bucht von Baler, oder bei Legazpi an der Südostküste Luzons.
1926 wurde der Operationsplan erweitert. Spätere Studien zeigten, dass es für die US-Hauptflotte möglich war, innerhalb von 45 Tagen nach Eröffnung der Feindseligkeiten im westlichen Pazifik einzutreffen. Damit war klar, dass die japanischen Streitkräfte in dieser Zeit Manila und den Marinehafen von Cavite hätten einnehmen und sichern müssen. Der erweiterte Plan beinhaltete zusätzlich die Einnahme von Mindanao, hier hauptsächlich Davao, im Süden der Philippinen, die Gebiete der Visayas, Iloilo, die Insel San Bernardino und die Straße von Surigao in den Zentralphilippinen.

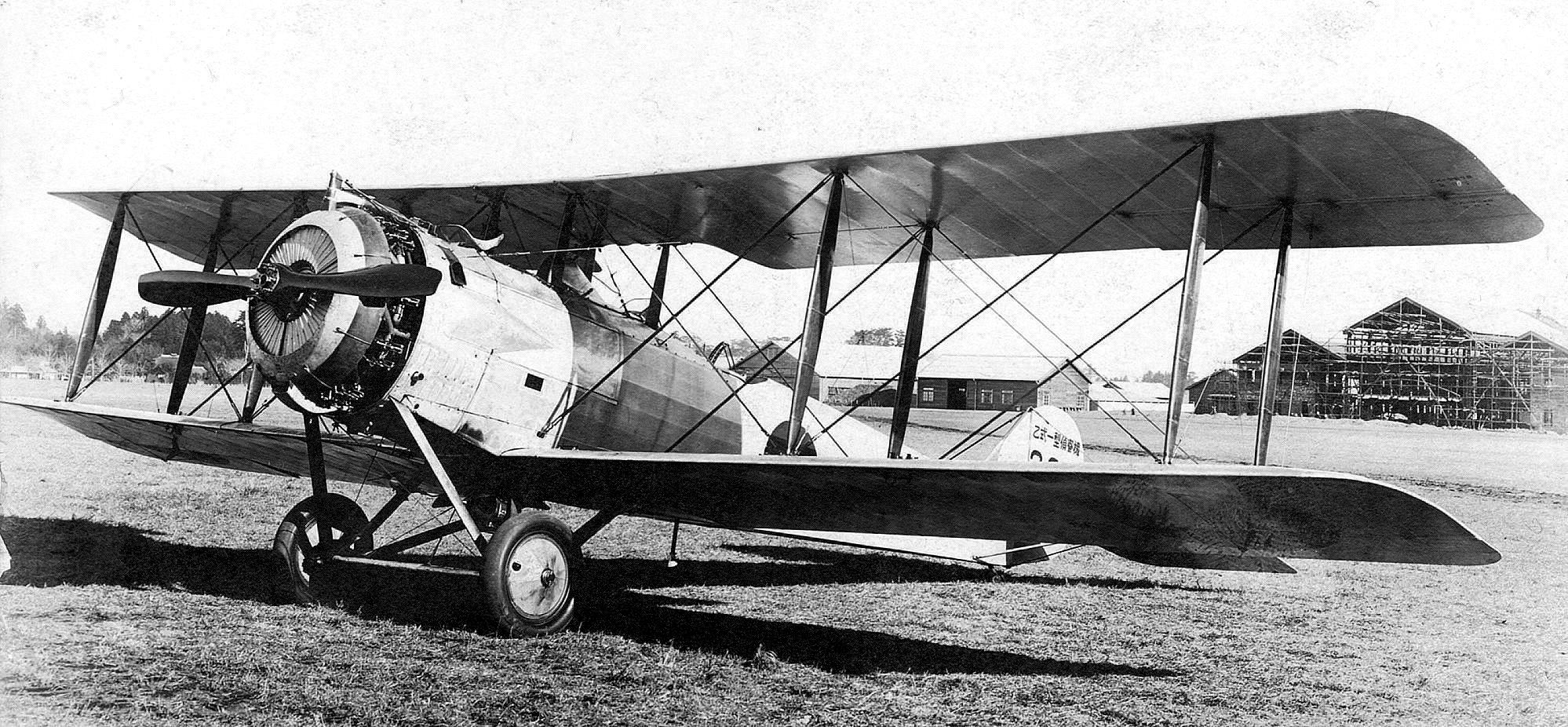
Kawasaki-Salmson 2A2 (Otsu-1) – ein Aufklärungsflugzeug der japanischen Armee um 1925

Allerdings begann gegen Ende der Taishō-Periode die fehlende Deckung aus der Luft den Japanern Probleme zu bereiten. Aus diesem Grund wurden Studien über Überraschungslandungen kleinerer Abteilungen zu Beginn des Krieges auf der Insel Batan und anderen strategisch wichtigen Orten im Norden von Luzon begonnen, um Flugplätze zu besetzen.
Die japanische Marine verfügte zwar seit Mitte der 1920er Jahre über große Flugzeugträger, allerdings waren diese für entscheidende Schlachten gegen feindliche Flotten vorgesehen und gehörten nicht zu den Streitkräften ihrer in Friedenszeiten erstellten philippinischen Operationspläne. Die Nutzung des Heeresflugdienstes um diese Zeit war stark geprägt von seiner Unterstützung der Bodenoperationen mit dem Schwerpunkt auf der Abdeckung der Landung; er war nicht dazu gedacht, durch vorherige Luftkampagnen die Lufthoheit über den Feind zu erlangen.

#### Die Flottenkonferenzen
Am 6. Februar 1922 wurde der Vertrag auf der Washingtoner Flottenkonferenz zur Marine-Abrüstung unterzeichnet. Die japanische Regierung unterzeichnete diesen erst nach großem Zögern, da sie eine Übervorteilung durch die westlichen Großmächte befürchtete. Der Vertrag beinhaltete unter anderem einen zehnjährigen Baustopp für alle Großkampfschiffe; ausgehend von der gegenwärtigen Zahl in den einzelnen Flotten, eine Begrenzung der Höchstzahl auf 20 britische, 18 US-amerikanische und 10 japanische Großkampfschiffe. Zudem war die Herstellung eines Flottenverhältnisses von 5 (USA): 5 (GB): 3 (J) vorgesehen.
Zwar gab es auf der Londoner Konferenz von 1930 eine Modifizierung des Washington-Verhältnisses für Kreuzer zugunsten Japans auf 10 (USA): 10 (GB): 7 (J), jedoch schränkte all dies die Kriegsplanung Japans erheblich ein, was nicht zuletzt dazu beitrug, dass Japan 1933 aus dem Völkerbund austrat. Dies bedeutete auch, dass Japan sich nicht mehr an die Flottenverträge gebunden sah.

#### Entwicklungen ab 1930
Nachdem Japan 1933 vor allem auf Grund des Lytton-Reports aus dem Völkerbund ausgetreten war, konkretisierte die Führung ihre Expansionsbestrebungen in Richtung des ostasiatischen Festlands.
Ein erster Operationsplan der Armee und der Marine gegen Großbritannien als hypothetischen Feind wurde im August 1936 beschlossen. Etwa zeitgleich erreichten Japan Informationen, dass die Verteidigung von Hongkong und Singapur verstärkt worden war, während sich auch die anglo-japanischen Beziehungen wegen des „China-Problems“ verschlechterten. Daher begann das japanische Oberkommando Operationen gegen strategische britische Stützpunkte im Fernen Osten zu erwägen. Verbesserten japanischen schweren Bombern wurde es nach und nach möglich Hongkong, dass nur etwas mehr als sechshundert Kilometer südwestlich von Taiwan liegt, zu erreichen. So wurde eine Invasion Hongkongs als nicht so schwierig angesehen. Britisch Malaya und Borneo waren jedoch weit entfernt und ihre unbekannte militärische Topographie war ein ernsthaftes Problem. So wurden in den Plänen die Ausführung einer Operation gegen Großbritannien lediglich als „zu entscheiden, wenn die Umstände eintreten sollten“ beschrieben.

Bis 1940 wurde die industrielle Produktion in Japan rasant gesteigert. Waren bis 1930 im militärischen Bereich nur etwa 500 Fahrzeuge und 400 Flugzeuge produziert worden, so wuchs deren Anzahl in den nächsten zehn Jahren auf 48.000 Fahrzeuge und mehr als 5000 Flugzeuge. Auch die Marine erhöhte ihre Schiffsproduktion auf das Fünfeinhalbfache, nicht zuletzt vor dem Hintergrund des 1937 begonnenen Kriegs mit China.

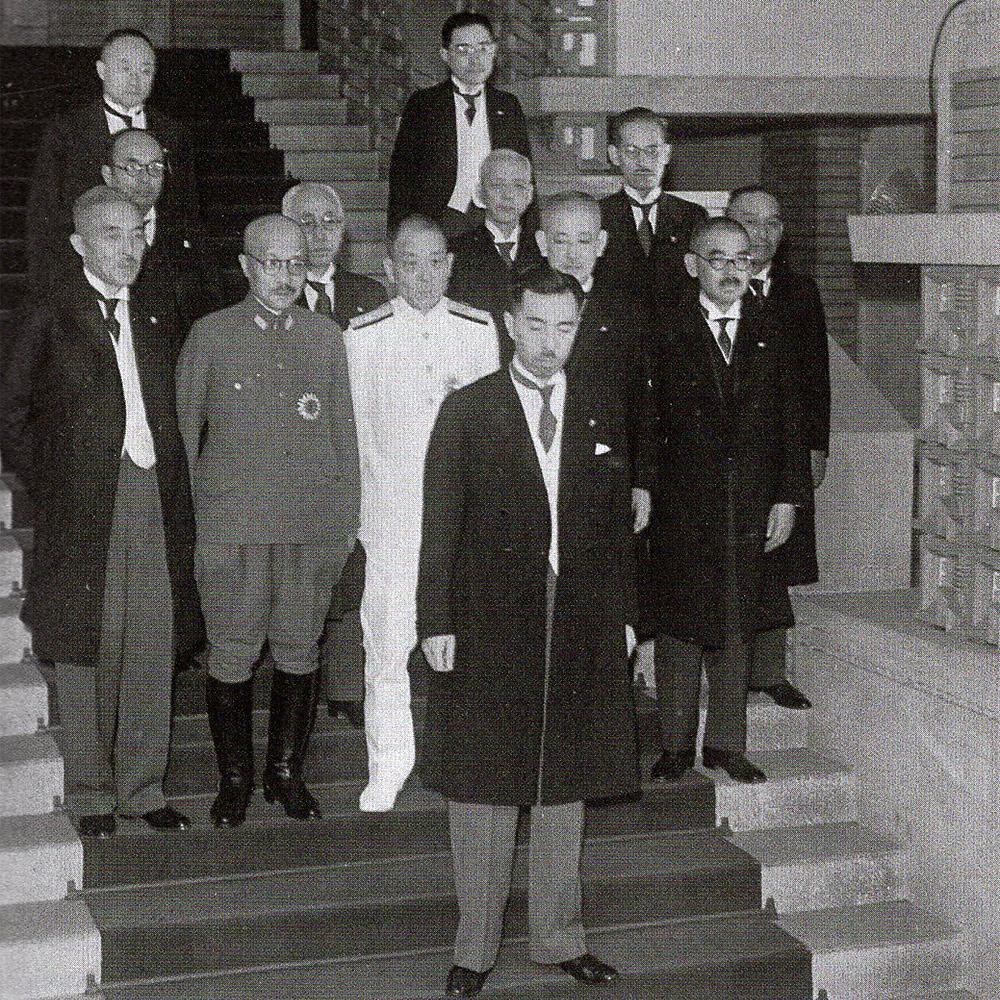
Das Kabinett Konoes im Juli 1940

Bis Anfang 1940 sahen Japans Pläne primär eine Verteidigung der Nordgrenzen gegen die Sowjetunion vor. Operationen in Richtung Süden waren erst an zweiter Stelle vorgesehen. Allerdings sah der Plan im Kriegsfall mit den USA die Einnahme der Philippinen und Guam vor, ohne jedoch konkrete Maßnahmen gegen ein Eingreifen der USA vorzusehen. Großbritannien und die Niederlande wurden in diesem Plan nur vage erwähnt.
Erst das Kabinett unter Konoe entwickelte das Programm einer starken Expansion nach Süden, um den Aufbau der großostasiatischen Wohlstandssphäre voranzutreiben. Im Juli 1940 beschlossen das Imperiale Hauptquartier und die Regierung den „Entwurf der Hauptprinzipien zur Bewältigung der sich ändernden Weltlage“ und machten klar, dass bei günstiger Gelegenheit militärische Kräfte eingesetzt werden könnten, um die südliche Frage zu lösen. Zwar sollte dies zuerst mit friedlichen Mitteln erreicht werden, jedoch wurde eine militärische Intervention nicht ausgeschlossen, da jeder Widerstand gegen dieses Programm, auch von außen, als staatsfeindlich angesehen wurde. Auf der Grundlage dieses Entwurfs begannen die Armee und das Oberkommando der Marine eine ernsthafte und umfassende Untersuchung der gesamten Operation zur Invasion der Schlüsselgebiete im Süden.

## Entwicklung bis zum Kriegsausbruch
Als in Europa Anfang Juni 1940 die Niederlage Frankreichs abzusehen war, begann das Armee-Hauptquartier starkes Interesse an Maßnahmen gegen Französisch-Indochina zu zeigen. Damit ergäbe sich eine Möglichkeit, die Nachschublinien von Chiang Kai-shek in Südchina sofort zu unterbrechen, sowie eine Planerweiterung für die Errichtung von strategisch bedeutsamen Stützpunkten für eine zukünftige Invasion des Südens. Im Wesentlichen war der strategische Wert von Französisch-Indochina dem der Philippinen bei einer Invasionsoperation gegen Malaya ähnlich. Zu dieser Zeit sah das Hauptquartier der Armee jedoch noch die Möglichkeit, Großbritannien getrennt von den Vereinigten Staaten zu behandeln, was hieße Großbritannien in einem frühen Stadium auszuschalten und gleichzeitig die Vereinigten Staaten von der Teilnahme am Krieg abzuhalten. So untersuchte es auch Pläne, tief in den Süden einzudringen und die Philippinen unberührt zu lassen.

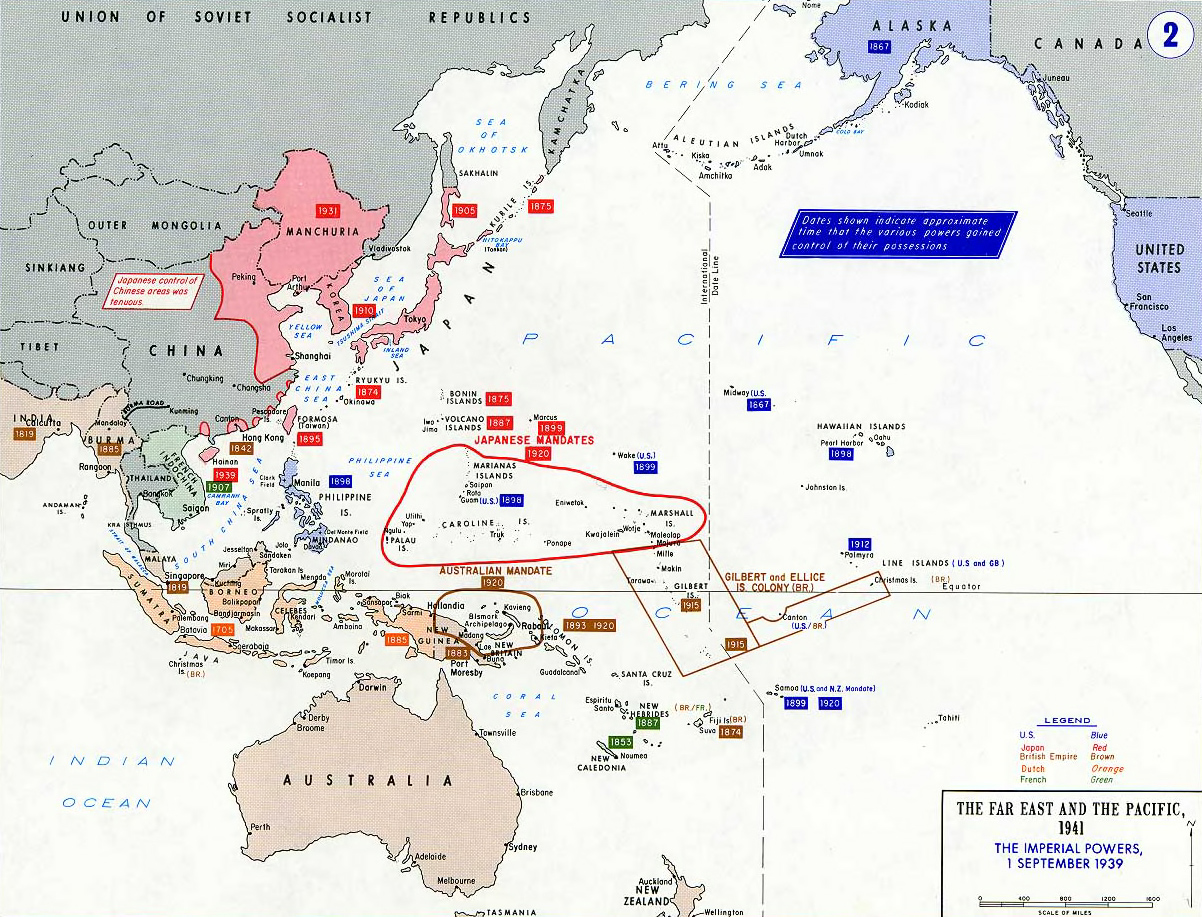
Die Machtverteilung im September 1939

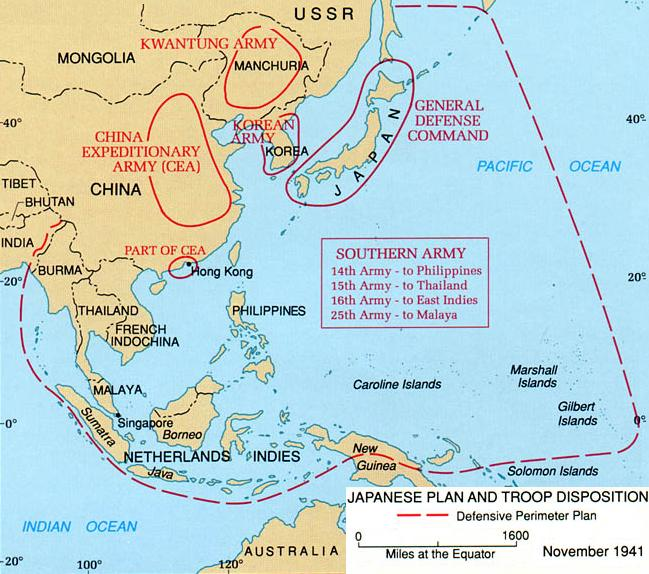
Der geplante japanische Verteidigungsbereich im Pazifik (Ende 1941)

In Japan wurden alle bestehenden politischen Parteien aufgelöst und am 12. Oktober 1940 durch die Taisei Yokusankai (Vereinigung zur Förderung der Tenno-Herrschaft) unter der Führung von Konoe Fumimaro ersetzt, der als politischer Retter gefeiert wurde. Er verkündete seine Shintaisen-Doktrin, die unter anderem eine nationale Einheit zur Verteidigung gegen die europäische Kolonialisierung wie auch eine Expansionspolitik in Richtung Südostasien forderte. Dazu gehörte auch die Gleichschaltung aller militärischen Kräfte zur Erreichung dieser Ziele.
Da Japan seine Aggressionen gegen China weiterführte und in den Norden Indochinas vorrückte, verhängten die USA am 16. Oktober 1940 ein erstes Embargo gegen Japan, das die Einfuhr von Öl und Schrottmetall untersagte. In Folge dieses Embargos wandten sich japanische Ölfirmen an niederländisch-indische Ölgesellschaften und schlossen am 15. November in Batavia ein Übereinkommen über die Lieferung von 760.000 t Rohöl und 650.000 t Ölerzeugnissen zusätzlich zu den bisher gelieferten Mengen pro Jahr ab.
Mitte Dezember erhielt Japan Kopien britischer Geheimdokumente, die vom deutschen Hilfskreuzer Atlantis bei der Kaperung der SS Automedon erbeutet worden waren. Diesen war zu entnehmen, dass die Royal Navy auf absehbare Zeit nicht genug Schiffe in Fernost stationieren konnte, um die Singapur-Strategie umzusetzen und Japan am Vordringen in Richtung des Indischen Ozeans zu hindern.
Am 7. Januar 1941 verfasste Admiral Isoroku Yamamoto ein Memorandum an den japanischen Marineminister Koshirō Oikawa, in dem er darauf hinwies, dass eine abwartende Strategie mit klassischen Seegefechten für die japanische Marine in den bisherigen Planspielen und Manövern nicht zu gewinnen war und daher die seegestützten Luftstreitkräfte auszubauen seien. Ein konzentrierter Angriff auf die US-Flotte gleich zu Kriegsbeginn würde nicht nur deren Moral einen schweren Schlag versetzen sowie Angriffe auf Japan selbst verhindern, sondern dem Kaiserreich auch ein Zeitfenster von sechs bis zwölf Monaten verschaffen, um Südostasien mit seinen wichtigen Rohstoffquellen zu erobern.
Am 5. März 1941 erließ Hitler in Deutschland seine Weisung Nr. 24, die die Zusammenarbeit mit Japan regeln sollte. Japan sollte zu einem schnellen Handeln in Fernost bewegt werden, um die USA vom Kriegsschauplatz in Europa und dem geplanten deutschen Angriff auf die Sowjetunion (→ Unternehmen Barbarossa) abzulenken.
Die USA, die ein politisches Engagement mit dem Führer der chinesischen Nationalpartei Kuomintang, Chiang Kai-shek, eingegangen waren, versuchten immer wieder zu intervenieren, doch mehrere diplomatische Verhandlungen im Jahr 1941, darunter auch Geheimtreffen, die die gegensätzlichen Interessen beider Staaten im ostasiatischen und pazifischen Raum klären sollten, blieben ergebnislos. So sprachen die Japaner auch von einer „friedlichen“ territorialen Ausbreitung in den Südwestpazifik und forderten die Amerikaner auf, sie bei der Förderung und Produktion von Rohstoffen wie Erdöl, Gummi, Zinn und Nickel zu unterstützen, wie es in einem Vorschlag am 12. Mai 1941 hieß, der durch den japanischen Botschafter Nomura Kichisaburō an den US-Außenminister überreicht wurde.
Mitte Mai 1941 tagte in Manila die sogenannte Pazifik-Konferenz, bei der Abgesandte der USA, Großbritanniens, Australiens, Niederländisch-Indiens und Chinas über Maßnahmen gegen die aggressive Politik Japans in der Pazifik-Region berieten.
Am 2. Juli fiel in Japan die Entscheidung, den territorialen Anspruch nach Südostasien auszuweiten. Entschlüsselungsspezialisten der USA gelang die Entzifferung eines Funkspruchs, so dass Washington, London und Melbourne schnell über das geplante Vorgehen der Japaner unterrichtet waren. Umgehend zogen die Japaner mehr als eine Million Männer zum Wehrdienst ein und erhielten vom Vichy-Regime die Zustimmung zur Besetzung Indochinas, welche am 29. Juli ausgeführt wurde. Bereits am 26. Juli verhängten die USA und Großbritannien ein Export-Embargo über Japan und froren dessen finanzielle Mittel ein. Da sich Großbritannien und Niederländisch-Indien diesem Schritt anschlossen, verlor Japan 75 % seines Außenhandels und 90 % seiner Öl-Importe.

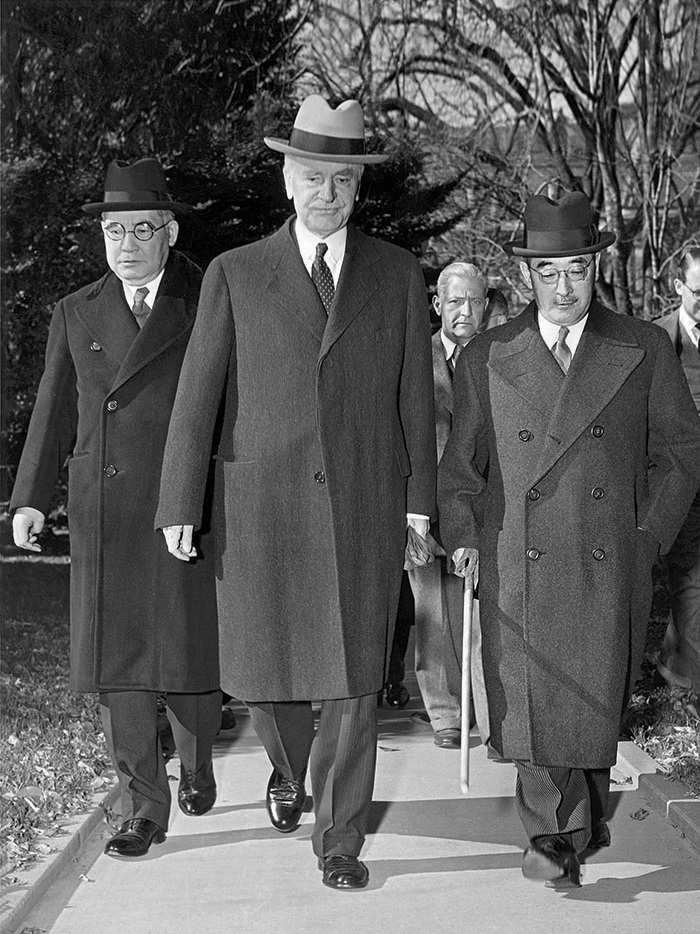
Botschafter Admiral Nomura Kichisaburō (links), Außenminister Cordell Hull (Mitte) und Sonderbotschafter Kurusu Saburō (ganz rechts) am 20. November 1941

Wegen des Embargos und weil Japan von den Rohstofflieferungen der europäischen Verbündeten abgeschnitten war, erschien ein Krieg mit den USA und Großbritannien die einzige Möglichkeit, den Verlust des Reiches in der bisherigen Form zu verhindern. Im Besonderen waren die ergiebigen Bodenschätze der niederländischen und britischen Kolonien ein lohnendes Ziel für die Japaner. Die USA stoppten ab dem 4. August jeglichen Schiffsverkehr von und nach Japan. Um auf diplomatischem Weg zu einer Einigung zu kommen, schlug die japanische Seite am 8. August ein Treffen zwischen dem japanischen Ministerpräsidenten Konoe Fumimaro und US-Präsident Franklin D. Roosevelt zur Beilegung der Differenzen im pazifischen Raum vor. Da sich keine Verständigung mit den USA abzeichnete, wurde drei Tage später in Japan die Generalmobilmachung verkündet, da sich die Lage für Japan dramatisch zuspitzte.
Ab September 1941 führte die Kaiserlich Japanische Marine umfangreiche Kartenübungen durch, die bis in den Oktober andauerten. Der Plan war eine deutliche Abweichung von der bisher geltenden „Entscheidenden Kampflehre“, insbesondere in der Entschlossenheit von Admiral Yamamoto Isoroku, eine grundsätzlich defensive Strategie aufzugeben und gleich zu Beginn der Feindseligkeiten direkt eine Offensive gegen die US-Pazifikflotte zu führen. Obwohl die Idee eines Überraschungsangriffs auf Pearl Harbor in der Gruppe der Hawaii-Inselkette nicht neu war, da sie bereits 1927 vom US Naval Staff College durchgespielt worden war, hatte nur Yamamoto das Ansehen, Jahre festgefahrener Doktrin umzukehren und den Admiralstab zu zwingen, den Plan zu akzeptieren.
Die Gozen Kaigi, nicht der japanische Kronrat, beschloss am 6. September den Krieg gegen die USA und Großbritannien zu führen, falls die Verhandlungen bis zum 10. Oktober zu keinem Abschluss gekommen seien. Weiterhin beschloss sie am 5. November den Krieg mit einem Überraschungsangriff auf die USA auszulösen. Eine weitere Frist für den Verhandlungsabschluss mit den USA setzte Japan auf den 25. November fest.
Am 17. November hielt Premierminister General Tōjō Hideki eine Regierungserklärung vor beiden Kammern des Reichstags – zugleich auch die erste Rundfunkübertragung aus dem Parlament –, in der er den angeblichen Friedenswillen des Kaiserreichs bekräftigte, aber auch die Forderung an „dritte Mächte“ nach einer freien Hand in China wiederholte; am gleichen Tag begannen die Verhandlungen mit den Vereinigten Staaten, die durch den kurz zuvor in Washington eingetroffenen Sonderbotschafter Kurusu Saburō und Botschafter Nomura Kichisaburō geführt wurden. Am 1. Dezember informierte die Gozen Kaigi den Tennō über die die gewaltsame Ausweitung der japanischen Einflusssphäre nach Süden und den geplanten Angriffskrieg gegen die USA. Währenddessen führte der japanische Botschafter Admiral Nomura Kichisaburō in Washington, D.C. Friedensgespräche mit dem amerikanischen Außenminister Cordell Hull.
In der sich zuspitzenden Situation versetzten die Briten am selben Tag ihre Truppen auf der malaiischen Halbinsel in höchste Alarmbereitschaft. Die Flotte unter Admiral Tom Spencer Vaughan Phillips wurde angewiesen, die Gewässer östlich von Singapur nach feindlichen Schiffen abzusuchen.
Zeitgleich gab Admiral Yamamoto Isoroku am 1. Dezember 1941 folgenden Befehl an die Kaiserliche Flotte durch:

“Japan, under the necessity of her self-preservation and self-defense, has reached a position to declare war on the United States of America, United Kingdom and the Netherlands. The Supreme Commander of the Combined Fleet will start the war with an attack on the enemy fleet in the Hawaii Islands area and destroy it with the 1st Air Fleet.”

„Aus Selbsterhaltungs- und Selbstverteidigungsgründen hat Japan eine Position erreicht, den Vereinigten Staaten von Amerika, Großbritannien und den Niederlanden den Krieg zu erklären. Der Oberbefehlshaber der Vereinten Flotte wird den Krieg durch einen Angriff auf die feindliche Flotte im Raum Hawaii beginnen und diese mit der 1. Luftflotte vernichten.“

Amerikanische Flugzeuge sichteten am 2. Dezember zwölf japanische U-Boote vor der Küste Indochinas, die einen Kurs in Richtung Süden, möglicherweise nach Singapur, liefen. Am selben Tag gab Yamamoto das Signal zum Start aller Operationen mit den Worten „Ersteigt den Berg Niitaka“ und der Durchgabe des Angriffstags.
Admiral Phillips flog am 4. Dezember nach Manila und traf sich dort mit Admiral Thomas C. Hart und General Douglas MacArthur, um eine Übereinkunft für ein Kooperationsabkommen im Fernen Osten zu schließen. Im Südchinesischen Meer befanden sich zu der Zeit drei japanische Divisionen auf dem Weg zur Invasion von Thailand und Malaysia.
Alle japanischen Konsulate in den USA wurden angewiesen ihre kompletten Kodierungsunterlagen und Geheimdokumente zu vernichten. Dies geschah über Radio Tokyo, das in einer Wettervorhersage die Worte „Higashi no kaze ame“ (deutsch: „Ostwind, Regen“) benutzte. Dies war einer der möglichen Sätze, die den Krieg mit den USA verkünden sollten. Auch in den niederländischen Kolonien wurde diese Durchsage von der Abhörstation Kamer 14 (Raum 14) im technischen College in Bandung auf Java empfangen und dekodiert, deren Bedeutung der Führungsspitze bekannt war. Daher gaben sie die Meldung unverzüglich an ihre Botschaft in Washington durch, um eine Benachrichtigung der amerikanischen Regierung zu veranlassen.
Am 6. Dezember sichteten australische Aufklärungsflugzeuge den japanischen Konvoi, der von Indochina in Richtung Süden lief. Admiral Phillips verließ daraufhin die Gesprächsrunde in Manila. Britische und amerikanische Schiffe bekamen Auslauforder zum Schutz der ostasiatischen Inseln und britische Aufklärungsflugzeuge hoben von ihren Basen ab, um stetig Patrouillenflüge zu unternehmen.
Mit der japanischen Invasion der Malaiischen Halbinsel und dem groß angelegten Angriff auf Pearl Harbor begann am 7. bzw. 8. Dezember die eigentliche Ausweitung des Kriegs auf den Pazifikraum. Nach dem Überfall erfolgte die Kriegserklärung Japans an die USA und Großbritannien. Am nächsten Tag erklärten die Vereinigten Staaten, Großbritannien, Australien, Neuseeland, Kanada und die Niederlande den Japanern den Krieg. Japan selbst wartete mit einer Kriegserklärung an die Niederlande bis zum 11. Januar 1942, da es durch sein schnelles und erfolgreiches Vorrücken nach Süden auf einen Abzug der niederländischen Truppen hoffte, was aber nicht geschah.
Damit war aus den europäischen und asiatischen Kriegsschauplätzen der eigentliche Weltkrieg entbrannt.